# IBM System/370
Az IBM System/370 (S/370) egy IBM-féle nagyszámítógép-típus volt, melyet az 1970-es években vezettek be – pontosan 1970. június 30-án – és körülbelül 20 éven keresztül volt a piacon. Ez az IBM S/360-as rendszer utódja és az S/390-es elődje. A sorozat fenntartotta a teljes visszamenőleges kompatibilitást a S/360-as rendszerrel, tehát az összes S/360-as rendszerre készült szoftver változtatás nélkül futtatható maradt az S/370-esen is, ami egy könnyű migrációs útvonalat jelölt ki a felhasználóknak. Ez és a megnövelt teljesítmény kapta a legfőbb hangsúlyt a gépcsalád bejelentésénél. A S/360-hoz képest a legjelentősebb javítások a következők voltak:
- szabványos kétprocesszoros kiépítési lehetőség,
- monolitikus főmemória: ez gyakorlatilag integrált áramkörös memóriát jelentett, a ferritmagos memória helyett[1]
- a virtuális memória teljes támogatása, új mikrokód segítségével, amelyet a 370/145 rendszerhez floppylemezen,[2] a 370/155 és 370/165 rendszerek esetében hardverbővítéssel oldottak meg (DAT box); ezt a bővítést csak 1972-ben adták ki;
- 128 bites lebegőpontos aritmetika az összes modellben.[NB 1]

## Fejlődés

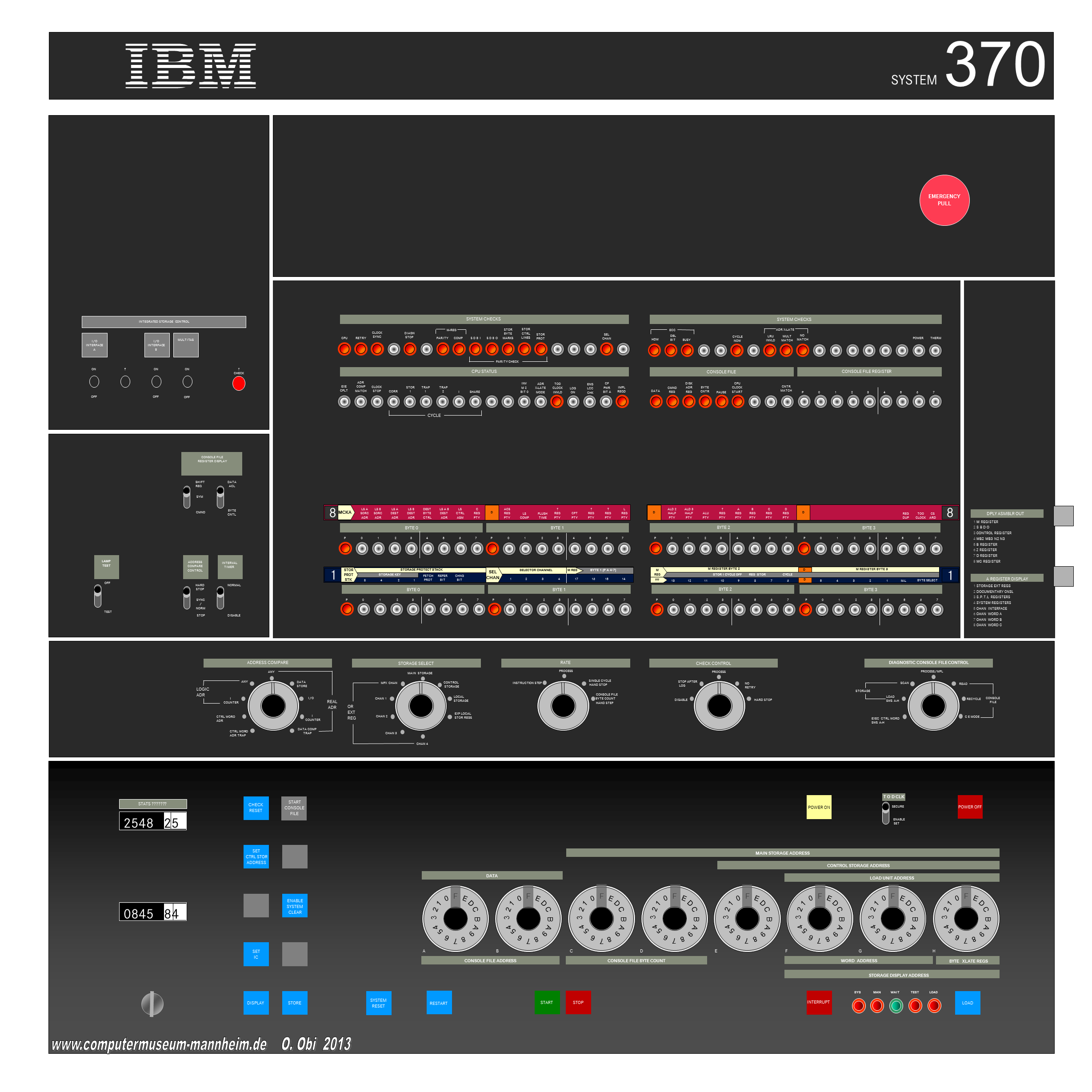
System /370-145 mérnöki pult (rendszerkonzol)

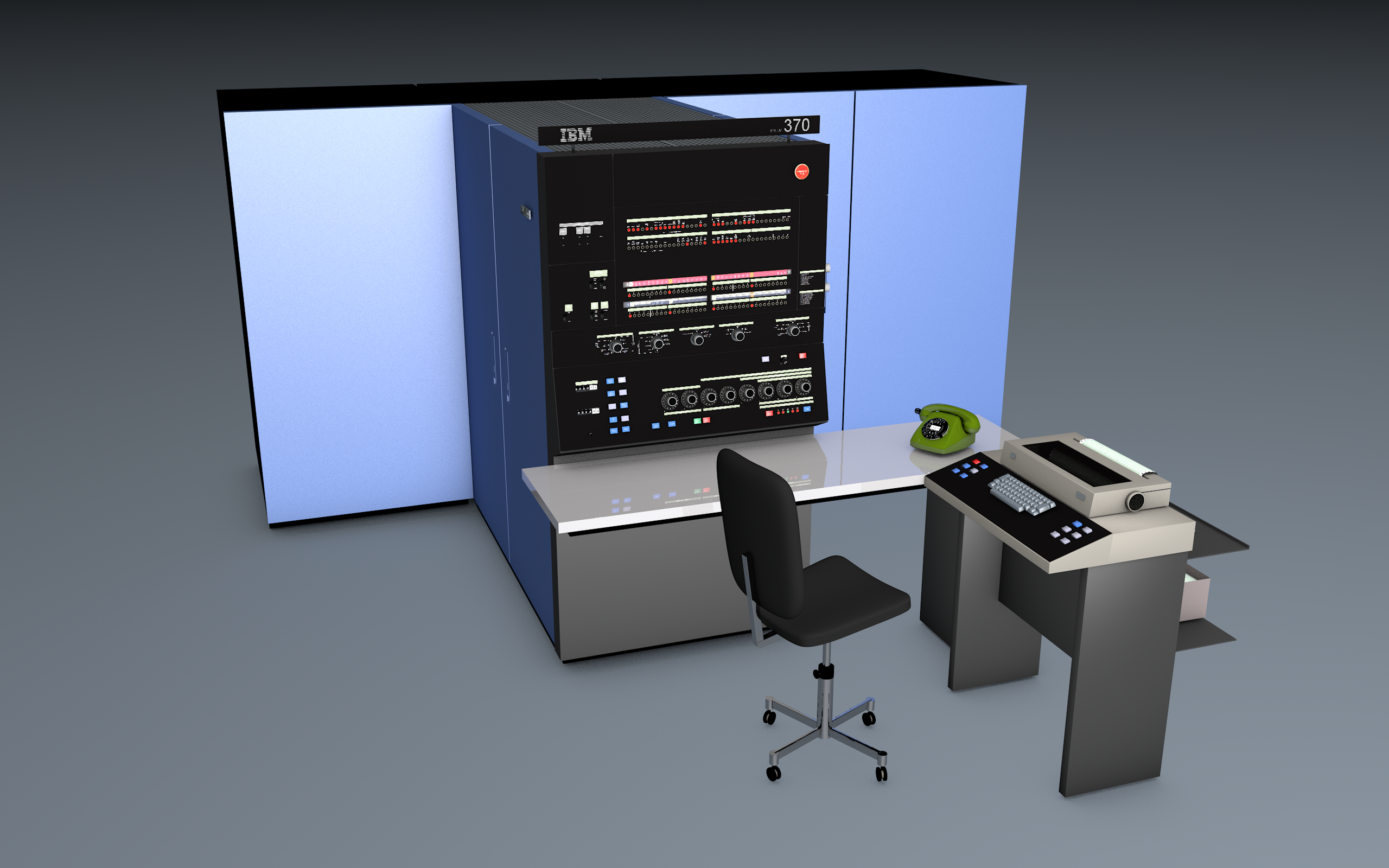
System /370-145

## Sorozatok és modellek

### Klónok
Néhány klón-gyártó:
- Amdahl Corporation
- ES EVM
- Fujitsu
- Hitachi
- Mitsubishi
- RCA
- Siemens AG
- Univac

## A felépítés részletei
...

## Fordítás
Ez a szócikk részben vagy egészben  az   IBM System/370 című angol Wikipédia-szócikk ezen változatának fordításán alapul.  Az eredeti cikk szerkesztőit annak laptörténete sorolja fel. Ez a jelzés csupán a megfogalmazás eredetét és a szerzői jogokat jelzi, nem szolgál a cikkben szereplő információk forrásmegjelöléseként. 